# Isola di Derbin
Derbin è una delle isole Krenitzin, un sottogruppo delle isole Fox nell'arcipelago delle Aleutine e appartiene all'Alaska (USA). L'isola è larga solo 0,8 km e si trova nei pressi della costa sud-occidentale di Tigalda. Ha preso il nome dallo stretto di Derbin di cui si trova in prossimità, stretto che sta tra le isole Avatanak e Tigalda. Lo stretto a sua volta deriva il suo nome dal russo Derbenskoy, nome con cui era stato registrato nel 1840 da padre Veniaminov (Sant'Innocenzo d'Alaska).